# 実相寺昭雄
実相寺 昭雄（じっそうじ あきお、1937年3月29日 - 2006年11月29日）は、日本の映画監督、演出家、脚本家、小説家。元東京藝術大学演奏芸術センター教授。妻は女優の原知佐子。
現在までのところ、デビュー作（長編映画第1作）『無常』でFIAPF（国際映画製作者連盟）公認の国際映画祭（ロカルノ国際映画祭）の最高賞を獲得した、唯一の日本人監督である。
海外では非常に多く見られる、映画監督から継続的なオペラ演出を手掛けた人物としても日本で唯一であった。

## 来歴
1937年（昭和12年）3月29日、東京府東京市四谷区（現・東京都新宿区四谷）に生まれ、中国青島で育つ。曽祖父は臼杵藩士であった。日本の敗戦を満州で経験してから戦後に帰国し、東京都滝野川区（現・北区）で育つ。
1959年（昭和34年）、早稲田大学第二文学部（在学中に第一文学部から転籍）仏文科卒業後、在学中に国家公務員試験に合格したこともあり、外務省に勤務。その後、ラジオ東京（KRT・現 TBS）に入社。演出部のADに配属され、テレビ演出家として活動。
1961年（昭和36年）、『歌う佐川ミツオ・ショー』の中継演出でデビュー。続いて『さようなら1961年 日劇ビッグパレード』を演出。以後、スタジオドラマや音楽番組の中継で演出に腕を振るう。しかし、タレントの背後のみを撮影したり、スチールを多用したり、ショー中に街頭インタビューを挿入したりと、実相寺のイメージ優先のシュールな演出技法は局の理解を得られず、テレビドラマのラストシーンで唐突に暗転させて雪を降らせたところ、「なぜいきなり雪を降らすんだ!」と大目玉を喰らった。しかしこの時「なかなかいい演出だったね、でももっと雪は多いほうが良かったな」と、好意的な評価を送ったのが円谷英二監督だった。
1962年（昭和37年）、単発ドラマシリーズ『おかあさん』の「あなたをよぶ声」でテレビドラマ初演出。映画『愛と希望の街』に感銘し、脚本を大島渚に依頼。作品自体は当の大島から酷評されたが、これがきっかけで彼と親交を持つ。
1963年（昭和38年）、歌番組中継にて、大スターの美空ひばりを執拗にアップで狙って喉の奥まで映したり、逆に豆粒のように小さく映したりと奇抜な演出を行ったため、局やファンから抗議が殺到した。さらに1964年（昭和39年）のスタジオドラマ『でっかく生きろ!』が不評を浴び、途中降板。半ば干された形で「局でぶらぶらしていて、フランスあたりで映画の勉強でもするかなと漠然と考えていた」ところ、これを見かねたTBSの先輩で円谷英二の息子である円谷一に「映画部へ来いよ、その前に暇だろうから特撮の脚本でも書かないか?」と誘われ、テレビ映画畑に転身。当時のTBSはフィルムによる劇映画の監督を局内映画部で養成するスタンスを採っており、局員助監督、監督として円谷特技プロダクションや京都映画に出向しながら作品を発表していた。円谷特技プロを初訪問したのは、同年秋だったという。この年に原知佐子と結婚し、自動車免許を取得する。
1965年（昭和40年）、TBS映画部に異動。ここは、フィルムを用いたテレビ映画を担当すると同時に、その外注先に社員ディレクターを監督や助監督として派遣し、ノウハウを蓄積するという役割の部署だった。『ウルトラQ』の脚本2本を執筆するが没となり、円谷一監督のドラマ『スパイ 平行線の世界』のチーフ助監督を務める。
1966年（昭和41年）、初夏に『現代の主役 ウルトラQのおやじ』で、円谷英二にドキュメント・ルポをする。これが好評を得て円谷特技プロに出向し『ウルトラマン』や『ウルトラセブン』の演出で名を高める。なお話の内容が現実味を含んだ夢幻なのか、幻想のような現実なのかよく分からない世界を舞台にした話が多く、映像効果もマッチしたものが多いため、その演出スタイルは後に実相寺マジックと呼ばれた。
1969年（昭和44年）、中篇映画『宵闇せまれば』（大島渚脚本）を自主製作し、映画監督デビュー。
1970年（昭和45年）、ATG提携映画の製作に専念するためにTBSを退社し、フリーの監督として活動を開始。美術監督・池谷仙克を社長とする映像制作会社「コダイグループ」（現：「株式会社コダイ」）の設立に参加。同じ円谷プロ出身スタッフで興した「日本現代企画」とは提携関係にあった。コダイには死去に至るまで所属している。長編映画第1作『無常』でロカルノ国際映画祭グランプリを受賞。
1971年（昭和46年）、TBSの『シルバー仮面』（宣弘社）に「コダイグループ」として演出参加。
1981年（昭和56年）、小説『怪盗ルパンパン』（徳間ノベルズ）を上梓。著述家としても活躍する。同年、演出を務めたスペシャル番組『カラヤンとベルリンフィルのすべて』において、カラヤンとのディスカッションで後の音楽関連の造詣にも関わるほどの影響を受ける。
1983年（昭和58年）、日本テレビドラマ『波の盆』で文化庁芸術祭大賞を受賞。他にカンヌCM映画祭グランプリも受賞している。
1985年（昭和60年）、西崎義展の依頼で『交響曲宇宙戦艦ヤマト』を演出。NHKの外部制作番組の先駆けとなる。
1987年（昭和62年）、小説『星の林に月の舟 怪獣に夢見た男たち』（大和書房）を上梓。円谷プロ時代を、虚実の間で熱く綴る。
1988年（昭和63年）、『帝都物語』（荒俣宏原作）を演出。旧知のスタッフを総動員、ハイビジョンなども用い、大ヒット作となる。
2003年（平成15年）、食玩「昭和情景博物館」の監修を手がけた。
2005年（平成17年）、実相寺の作風とマッチする雰囲気を持つ、京極夏彦の『京極堂シリーズ』第1作『姑獲鳥の夏』を映画化（京極自身が熱烈な実相寺ファンだった）。以降もシリーズ続けての演出担当を期待させたが、実相寺の死により、コンビは1作のみで終わった。
2006年（平成18年）、11月29日午後11時45分、胃癌のために東京都文京区の病院で死去、69歳没。戒名は「龍徳院禅徹定昭居士」。

## 人物
「コダイグループ」で長年実相寺を支えた鈴木政信は、実相寺について「天才的頭脳の持ち主」とし、人柄としては「照れなのか自分を隠す方で、本音はなかなか言わず、みんながいると“これ嫌だ"とか言う」と語っている。池谷仙克は「非常に多面的な人物で、一個の人格として矛盾も多く、知らない人には誤解されそうで、どうも伝えにくい人」と評している。池谷によると、CMの打ち合わせから帰ってきて、平気で「降りた」と言われることもあり、これも「世界観のズレがあったから」という理由からだった。また反面、親しくなった相手なら、センスが合わなくとも「世界観? そんなのいいや」と依頼を受けてしまう人の良さもあったという。
上原正三は、実相寺の個性の核は満州育ちに起因する「大陸的感性」だとしている。実相寺が欧州を愛するのも、数百年来変わらない大陸的風景への憧れだという。上原の執筆した『ウルトラセブン』の没脚本『300年間の復讐』（予定監督は野長瀬三摩地）は、沖縄生まれの上原が虐げられた者の視点で描いた内容だが、実相寺は興味を示さなかった。
実相寺自身は、満州で見た大陸の地平線に沈む真っ赤な夕陽に強い印象を受け、その後日本へ引き上げる際に貨車から見た夕陽には不安や悲しみ、寂寥感などを感じたと、池田憲章との雑談の中で述べている。この発言を受けて池田は夕陽を背負う怪獣の描写について、怪獣が少年時代の実相寺と同じ悲しみの中にあったのだと解釈している。
人が撮った映画には興味を示さずに、一言「あれはイモだよ」で片づけていた。寺田農は相米慎二を実相寺に紹介したが、唯一相米とは気が合って、よく一緒に呑んだりしていたという。寺田が『でっかく生きろ!』で実相寺と知り合ったのは、久世光彦の紹介からだったが、オシャレな久世とは対照的に身なりに拘らない実相寺の格好から、初見の印象は「大道具さん」だったという。寺田は後々までこのことで「君は人を見る目が無い。大道具さんと間違えて驚いたあの顔は終生忘れないよ」と実相寺にからかわれ続けたと述懐している。また、後に独創的な演出でTBSから度々叱責される実相寺がなぜ演出部門で出世できたかについて、寺田は「演出助手の有能さに加え、上司に対してのお世辞が異常に上手かった」と述べている。
実相寺を語るうえで外すことのできないATGでの映画製作だが、実相寺がTBSを退職してATGに専念できたのは、後記されているCM制作を数多くこなして収入を得ていたからである。これには実相寺の知り合いが電通に勤めていたから可能であったことで、この伝手が無ければ、ATGでの映画製作は早期に行き詰まっていたと考えられている。実際ATGでの映画作品は批評的に評価はされたものの、興行成績は『無常』こそヒットしたものの、作品を出す度に悪化し「生活か製作か」でスタッフ内部で対立することもあった。
クラシック音楽にも造詣が深かった。日本では浦山桐郎、山田洋次、大林宣彦ら、この趣味で知られる監督が欧米に比べ極端に少ないが、実相寺ほど全面展開した監督は海外でも珍しい。演出作品のBGMへの反映に始まり、やがて音楽番組『オーケストラがやってきた』の演出、音楽雑誌への寄稿と徐々に仕事の比率を高めるようになり、ついにはオペラ演出にも進出。『イドメネオ』『カルメン』『魔笛』と多くの舞台を手がけ、東京藝術大学演奏芸術センター教授として教壇にも立った(同大学が映像研究科を設置したのは後年のことであり、実相寺は映画監督としてではなくオペラ演出家として迎えられたのである)。1980年代には朝比奈隆指揮のベートーヴェン交響曲全集の映像収録を演出したが、これが2009年にDVDボックスとして発売された際は、この種のソフトでは映像監督の名はライナーノートの隅に載る程度が通例であるにもかかわらず、「朝比奈隆指揮 実相寺昭雄監督」と曲名や作曲者名より遥かに大きくボックス全面に大書される扱いとなった。また、自身の演出ではないオペラ公演においてもテレビ中継の映像監督（ベルリン・コーミッシェオーパー1991年来日公演など）も手掛けている。寺田農は、「映像に関しては自らの映像世界の構築を役者にまで押し付けたが、こと音楽の仕事に関しては違っていた」と述べている。実相寺が撮った最初のドラマ『おかあさん』（1962年）の音楽を担当した冬木透は、録音の時に「テストなしで滅茶苦茶なまんまでいい、下手くそな演奏でいい」と言われたという。実相寺は『ステレオ藝術』に連載していた冬木のLP批評を毎月欠かさず読んでいたといい、欧州での仕事の帰りに現地のLPを買ってきて来てくれたりもしたという。愛聴する範囲は宗教音楽からオペレッタまでクラシック全般を幅広くカバーしていたが、多くの音楽愛好家の例に漏れず最終的にバッハにもっとも強く惹かれるようになった旨エッセイに記している。また夫人によれば、晩年はドミートリイ・ショスタコーヴィチを好んでいたという。
映像関係では色々と奇天烈な手法を行ったり、約束事を敢えて破るなどした実相寺だったが、音楽に対する演出では約束事は一切破らなかった。その姿勢は評価され、前記の通り、日本音楽界の重鎮であった朝比奈隆と親交を持ったほどである。朝比奈は晩年、オペラ『魔笛』の舞台演出を実相寺に依頼していたが、直後に死去。朝比奈が指揮、実相寺が舞台演出の『魔笛』は実現しなかった。その後、実相寺は『魔笛』の演出を2回担当している。
妻は女優の原知佐子。娘の実相寺吾子も女優。また、一家の「長男」とされる愛用のアライグマのぬいぐるみちな坊も度々自らの作品に登場させている。祖父は海軍大将・台湾総督の長谷川清。日露戦争を題材とした東宝映画『日本海大海戦』（1969年、丸山誠治監督）では、撮影小道具として祖父長谷川大将の勲章類を提供。この奇縁は、同作で特技監督を務めた円谷英二にも驚かれたという。
仏文科出身でもありフランス語は堪能だった。カンヌ映画祭などでも通訳なしで出席している。熱愛するモーツァルトやバッハを産み育てたドイツ語にも通じていたが、英語は苦手で中学レベルの間違いを連発して友人を呆れさせたことがあるといわれる。また書道を独学で会得し、自身が題字を揮毫した漫画作品なども複数存在する。以前書道雑誌「墨」にインタビューを受けたこともあり、自らの書道は唐の顔真卿の影響があると述べたこともあった。鈴木政信によれば絶対音感だったといい、独学で譜面が読めた。速読法も習得していて、本はめくるだけで記憶でき、大変な読書量だったという。
けろけろけろっぴのファンで、キャラクターを使用した丼・ふりかけ・預金通帳・眼鏡ケースなどを愛用し、家族から「変態ケロッピおやじ」と言われていた。興味を持った物を集める収集家で、けろっぴに限らずミニカー、果てはエヴァンゲリオンやアダルトアニメのキャラクターフィギュアまで収集していたほどであった。
達筆で知られ、スタッフが手描きのメモの判読に苦しむことが多々あったが1992年頃からワープロを使うようになり、この問題が解決した逸話がある。
友人だった脚本家の石堂淑朗によれば、実相寺は若い頃は酒が飲めない下戸で、コマーシャル撮影で訪れたフランスで当時在住していた岸惠子から貰ったコニャックを石堂に贈るなどしていた。だが中年になってから、そのコニャックを愛飲するストレート専門の酒豪になったのだという。石堂は「中年からの食習慣の変貌は危険だ」と忠告したが、実相寺は是正せず、後年に癌を患って手術する際に、「失敗した、胃腸に過信があったね」と嘆いたという。
盟友の美術監督・池谷を社長とする「株式会社コダイ」を連絡事務所として活動し続けたが、その名刺には“東京市赤坂区…”と戦前表記が併記されていた。
TBSの先輩アナウンサーの吉村光夫や後輩アナウンサーの松宮一彦らと同様に鉄道ファンであった。特に路面電車ファンとしても知られ、雑誌「東京人」などにコラムなどを度々寄稿していた。また、実相寺の鉄道好きは吉村同様にTBS局内でも知られていた。自署「昭和電車少年」では、鉄道友の会の前身であった交通科学研究会当時からの会員あったことを公表していた。また、座席をスタンションポールにより着座区分を物理的に区切るという発想が、乗客の自発的なマナーに期待していないという理由で、JR東日本の209系電車がお気に入りであることを明かしている。また切符収集もしていた。
元TBSアナウンサーの山田二郎は小中学校の同級生である。高校では進路が分かれ、大学も同じであったものの学部が異なる（最初は同じ文学部。実相寺は途中で第二文学部に転籍。もっとも、当時の早大文学部は1学年千人を超える大所帯である）ため会うことはなかったが、TBSで偶然再会したという。
フェンダーミラー仕様の4代目ホンダ・アコードを愛車としていたことがあり、後にその個体は2023年公開の『シン・仮面ライダー』にて登場したことがある。
墓所は東京都豊島区の染井霊園である。墓石には「實相寺家之墓」と刻まれている。

## 映像作家として
映画監督としては日本人特有の民族性・風土をテーマにした作品で有名。大島渚グループとの親交が深く、劇場用デビュー中篇『宵闇せまれば』の脚本を大島が執筆したほか、田村孟・佐々木守・石堂淑朗といった脚本家と組んだ。ヤマト王権以前のまつろわぬ神々、日本原住民的なものへの興味は、こうした脚本家たちとの間で醸成され『ウルトラQザ・ムービー』『帝都物語』にまで受け継がれている。とりわけ石堂とは、デビュー長編『無常』以下『曼陀羅』・『哥』のATG三部作でタッグを組み、京都・滋賀・福井にかけての陰鬱な景色を切り取りながらの強烈なディスカッションは、当時の日本映画に大きな衝撃を与えた。1974年刊行の小学館万有百科事典第3巻「音楽・演劇」内の「日本映画」の項目では黒澤明・木下恵介・市川崑・山田洋次と並べて挙げられた現役(当時の)有力監督5人の一人となっている(執筆は滝沢一)。
エロティシズムへの拘りから、容赦の無い性描写も話題を呼び「膣掃除」の異名を奉られたこともある。女優のオーディションをする際にも「2万回くらいヤってやり疲れたような女が欲しい」と嘯いていた。寺田農は実相寺のエロティシズムの本質はSMであると語っている。池谷仙克によると、酒を飲んでも映像論を語るようなことはしなかった。ウルトラ怪獣も女性も「異形の物が全般的に好きだった」と語っている。
多くの作品でタッグを組んだ美術・池谷仙克、撮影監督・中堀正夫、照明監督・牛場賢二らとともに独特な構図・照明を行い（彼らは助手時代を含めると約40年実相寺作品に関わり続けており、初参加する俳優はその一糸乱れぬチームワークと映像作りに驚嘆したという）、また終生つきあい続けた岸田森・寺田農を筆頭に個性の強い「実相寺組」の俳優陣（田村亮・小林昭二・草野大悟・堀内正美・清水綋治・東野英心・嶋田久作・佐野史郎・桜井浩子・加賀恵子・吉行由実・大家由祐子・三輪ひとみなど）の魅力と相俟って何とも言えない陰翳・情感を醸し出している作品が多い。ことに岸田森は『怪奇大作戦』で恋愛話を撮り、担当ドラマで「レギュラーに対する共感をもったのは岸田森から」と述べている。演出姿勢として自らの画に集中し、役者がどう演技するかは拘らなかった。寺田農は「最期まで役者の芝居を信じなかった人だった」と語っている。このため「まるで小道具扱い」と捉え、実相寺作品に出るのを嫌がった俳優も多かった。
特撮関係では特技監督で大木淳・デザイナーとしては池谷仙克・プロデューサーとしては鈴木政信らが円谷特技プロ時代からコダイグループ結成後まで、長年実相寺作品を支えて名スタッフとされた。
作風はとにかく「エキセントリック」の一語に尽きる。特にアリフレックスなどの16mmキャメラの軽さを生かし、斜めからのアングル・「なめ」・「レフ板」を極端に排除して逆光を浴びる登場人物、ワイドレンズを使っての画面が歪むほどの接写といった特異なカットを多用した。『現代の主役 ウルトラQのおやじ』での対談シーンでは、部屋の隅や鳥籠など物越しに撮る「なめの手法」に拘り、円谷英二監督に「ずいぶん変なところから撮るね。鳥籠どけたげようか?」と言われ、東宝の森岩雄プロデューサーにも「窮屈なところにカメラが入ってて大丈夫ですか?」と声をかけられたと述懐している。この際に円谷監督に、「パララックス（視差）のあるミッチェルキャメラだと、対象に集中して撮影が出来るんだよ。一度ミッチェルで撮らせてあげたいな」と言われたといい、後年に『宵闇せまれば』で35mmのミッチェルを使用し「初めて円谷監督の言葉の意味が分かった。ミッチェルの横綱相撲の前に、小賢しい16mmのポジション撮影が馬鹿らしくなった」と語っている。
TBS時代は、欧州でヌーヴェルヴァーグの隆盛期でもあり、キャメラを手持ち用に改造させたり、13尺高の真っ白いセットを組んで下からマイクを入れる『大人は判ってくれない』（1959年、フランソワ・トリュフォー監督）のストップモーション技法に触発され、芝居のタイミングに合わせてフリップにしたスチール写真を映し、同様の効果を狙うなど、ビデオ撮りの映像で様々な技法を試している。が、結果としてこれらの前衛姿勢が局の理解を得られず、干される原因となったのは来歴の通りである。
また、実相寺は円谷特撮の醍醐味は「ミニチュアや物への質感の拘り、フェティシズムである」と論じ「CGで暴れるゴジラなど見たくもない」とも述べている。「お涙頂戴の難病物や凡百の心理ドラマよりも、職人性が発揮される特撮フィクションが格下とみられがち」なテレビ界の風潮を残念がり「僕はダイニングキッチンが出てくると見ないようにしている」、「馬鹿馬鹿しいけど面白い、それがフィクションだ」と語っている。差別や階級あってこそのドラマであり「貴族のいない社会に芸術は生まれない」とも述べている。
実相寺の撮影現場は一種独特な雰囲気であり、スタッフと友達のような関係を築きながら自らの世界に引き込み、スタッフは実相寺の高度なイメージの謎に魅せられながら仕事を共にするという、カリスマめいたものがあった。これを上原正三は「いわば実相寺という宮司を中心とした、神事か祭のような現場だった」と表現し「実相寺教の儀式めいた雰囲気があった」と述べている。これを受けて池谷仙克は「創作者は一人で狂気の中に入って行くもの、また映画は大勢で狂気の世界に入って行く。そのある意味狂った儀式の中心に実相寺監督はいた」と語っている。
1980年代以降は、戦前・戦後の東京を舞台とした作品を多く手掛けている。特に江戸川乱歩作品については、実相寺自身が東京の変化に気づいた時に乱歩の作品で描写される戦前の情景を印象的なものと感じるようになり、ミステリー部分に並ぶ重要な要素と位置づけている。TBSのディレクター時代は東京が大きく変化する東京オリンピックの渦中にいたため、乱歩作品を映像化することは考えていなかったという。
晩年は病も重なって言語によるスタッフへのコミュニケーションが度々不自由になり、叱責することなど多分になかった実相寺が苛立つことが多くなった。ある晩年時の撮影の最中、カメラのフレームに撮影機材が映り込みスタッフの一人が退かせようとしたが、実相寺は激怒してそれを止めたという。脚本のト書きに虚構と書いてあるから退ける必要はないというのがその理由だったが、撮影現場の全てが虚構の対象であるという実相寺独自の持論が垣間見えた逸話である。

## 円谷プロ・ウルトラシリーズにおけるエピソード
脚本執筆時には「万福寺 百合（まんぷくじ ゆり）」、「川崎 高」のペンネームも使用していた。ともに当時の居住地の川崎市麻生区万福寺と小田急電鉄小田原線百合ヶ丘駅に因んでいる。「川崎 高」は元々貴族的な名をイメージして「川崎 高氏」の筆名で脚本に署名していたのだが、タイトルクレジットに起こす際に「氏」を尊称の氏と勘違いされて省かれてしまい、この名になってしまったと語っている。
ウルトラシリーズの監督、または脚本を担当する際は、ウルトラ戦士の光線技を使って怪獣を倒させるといった行為を嫌っていた傾向があり、実相寺が担当する話でウルトラマンたちが敵を倒す時、ほとんど光線技を使っていない。ただし『帰ってきたウルトラマン』のように、「使用はするが決め技とならない」という場合も度々見受けられ、1997年には30年ぶりにウルトラシリーズのメガホンをとった『ウルトラマンティガ』では光線技が決め技となっている。
ストーリーをまとめるために、手間をかけた特撮カットを編集で割愛することも多く、特撮スタッフと揉めることも多かった。合成が苦手で、よく合成技術者の中野稔に「少しは飯島敏宏監督を見習ったらどうだ」と言われたといい、光学合成部での打ち合わせが次第に億劫になり、作中で合成をあまり使わなくなったと語っている。
『ウルトラマン』『ウルトラセブン』のメイン脚本家・金城哲夫について「金ちゃん（金城の愛称）が直球をビシビシ決めてくれていたからこそ僕（と佐々木守）は安心して変化球狙いで行くことが出来た」と後に述懐していた。円谷プロの社屋移転が決まった際、実相寺は満田かずほに「旧社屋を残そう」と強く主張した。その後も取材を受ける際にはなにかとこの旧社屋を取材場所に指定していた。満田は「円谷は自分の故郷という感覚があったのだろう」と語っている。
ウルトラシリーズの監督としては、ファンタスティックコレクションなどのマニア向け書籍が刊行され始めた1978年頃の第3次ウルトラブームから知られるようになった。1979年には実相寺の監督作品を再構成した『実相寺昭雄監督作品ウルトラマン』が制作され、その後も実相寺の名を冠したビデオ『怪奇大作戦 実相寺昭雄監督作品集』やLD『怪奇大作戦 実相寺昭雄スペシャル』が発売されるなど、円谷プロダクション作品に参加した監督の中でも別格の扱いとなっている。

### 『ウルトラマン』
佐々木守とのコンビで活躍。ウルトラマンがスペシウム光線や八つ裂き光輪を使わない、地球人の一方的な都合だけで怪獣を倒すことの是非をテーマに掲げるなど、他の監督の演出とは一線を画す内容となっている。
実相寺は前作『ウルトラQ』では脚本を2本執筆したが没となり干されていたといい、本作品では撮らせてもらえるなら何でも良いという想いであったという。
第14話「真珠貝防衛指令」
この話では、ガマクジラに襲われる男に盟友・寺田農が出演している。襲われる演技の動きをミリ単位で要求する実相寺に、寺田は困惑したという。
ガマクジラのデザインコンセプトでは「食事時の放送では吐気を催すほどのいやらしさで、抗議の電話が殺到という反響を狙っていた」が、完成したぬいぐるみは愛嬌のあるもので絶望したという。ただし、晩年には、「『あれで正しかった』と恥じ入っていた」とも伝えられる。
第15話「恐怖の宇宙線」
この話でガヴァドンAが姿を消す場面は、特撮パートでは夕焼けになっているのに実写パートでは白昼晴天になっている。これは「完全に演出ミスだった」と実相寺は後に述べており、日頃特撮班に要求が多かったことから、このときは特撮班から散々嫌味を言われたという。ドラマの最後には、子供たちに「ウルトラマンのバカヤロー」との台詞を吐かせている。
第22話「地上破壊工作」
この話の脚本は、クレジット上では佐々木守となっているが、実際は実相寺の脚本。
実相寺作品ならではの独特なカメラワークによるモノクロ撮影の地底世界（ロケ地は代々木体育館）、暗闇を生かした地底怪獣テレスドンとの夜戦シーンなど、後の実相寺作品の萌芽が見られる。
演出する際にジャン＝リュック・ゴダール監督の映画『アルファヴィル』を意識し、特撮を減らしたSFドラマを意図して「特撮班との間でちょっとしたトラブルになった」という。だが、「結果は似ても似つかないものとなり、方法盗用の汚名も着ずに済んだ」と後年に自嘲気味に回想している。
第23話「故郷は地球」
この話は、大国の犠牲になる人間の悲劇を描いたテーマ性を考慮してか、奇をてらった演出は抑えられている。国連から派遣された特使が科学特捜隊にジャミラ抹殺の指令を下す場面は、泊り込みの地方ロケまで敢行したが、完成した映像は暗くてどこで撮られたのか判別できず、近所の空き地で撮ったのではないかと誤解されたという。実相寺は『ウルトラマン』全体を語る際、「ぼくはウルトラマンに対する共感というものはなかった。ぼくはむしろジャミラの側だった」とのちに述べている。また、実相寺はこの話を大変気に入り、シーンの1つ1つをこだわって演出したために収録時間が尺を超え、泣く泣くカットする事態となり、「肩の力が入りすぎて台本の良さを殺してしまった」と後悔の念を述懐している。
第34話「空の贈り物」
この話は、食事中のハヤタ隊員が作戦室を飛び出した後、持っていたスプーンをベーターカプセルと取り違えたまま変身しようとするシーンで知られるが、これは撮影後に円谷特技プロ内部で問題になった。
この演出に噛み付いたのは、黒澤明の下で長年助監督を務めてきた野長瀬三摩地。当時、TBSから出向という形で演出をしていた実相寺とは、キャリアなどの面で相当な開きがある。金城哲夫から円谷が「テレビだから、いいんじゃないかって」と言っていたと聞かされた野長瀬は口をつぐんだという。今でこそ、名監督のほまれ高い実相寺であるが、その自伝的小説『星の林に月の舟』やその映像化作品に見られるように、その演出はあちらこちらで問題・軋轢を生んでいたようである。
しかし、野長瀬は実相寺の演出に刺激を受け、レフ板を使わず逆光で撮るなどの手法を自らも採り入れている。佐々木と組んだこの話ではウルトラマンが劇中初めて2回変身するが、野長瀬は「きたねえ奴らだ、2回変身させれば面白いに決まってる、やられた」と感服していたという。
スプーンでの変身シーンは、後年に『ケロロ軍曹』や『おねがいマイメロディ』などのアニメでパロディ化されている。また、ハヤタのフィギュア化の際にベーターカプセルとスプーンの両方が付属したこともあるほか、『ウルトラマンマックス』ではかつてハヤタ役だった黒部進によるセルフパロディも登場した。
第35話「怪獣墓場」
この話ではそれまでの話に登場した怪獣たちのいくつかを仏式で供養し、戒名までつけさせている。本編に登場した怪獣シーボーズのコミカルな演出に対しては、「怪獣に人間のようなアクションをさせるべきではない」と怒り、高野宏一特技監督と揉めた。実相寺は怪獣が本当に倒すべき存在なのかを問う重いテーマなのに特撮班がコミカルな特撮演出をしたことに、普段から彼らに難題を言ってきた自分に対する嫌がらせではと不満を持っていたという。

### 『ウルトラセブン』
第8話「狙われた街」
この話は、モロボシ・ダン（=ウルトラセブン）とメトロン星人の宇宙人同士が畳敷きの部屋でちゃぶ台を挟んで会見するシーンで知られるが、当時のTBSはウルトラシリーズについては海外への作品の輸出を視野に入れたうえで番組製作を行っており、日本を思わせるものは極力入れない方針であった。それゆえ、製作開始時の申し合わせに際しても、関係者に対してこのことは厳守するように伝えていた。しかし、実相寺はこのことをあえて無視して劇中にちゃぶ台を登場させ、「局のプロデューサ交替時、どさくさ紛れに撮影した」「あとで散々文句を言われた」と回想している。撮影時は畳に座り込んだダンとメトロン星人の姿があまりにシュールで面白くスタッフも大爆笑し、本人も「自分も『用意、スタート』と掛け声を掛けられないほど笑ってしまい、助監督に代わりに言ってもらった」という。
放送後にはプロデューサーから怒られ、この話や同時に撮影された第12話「遊星より愛をこめて」（現在欠番・詳細はスペル星人#第12話の欠番についてを参照）の放送後、実相寺はしばらく『セブン』の演出を離れ、京都で時代劇の演出を担当することとなる。これはこのちゃぶ台事件に対しての懲罰人事であったとも言われるが、真相は不明である。
この話の脚本は金城哲夫が担当したが、ラストシーンに流れるナレーションは佐々木守によるもの（実相寺が自ら書き加えたという説もある）。後に実相寺は、この話を元に小説『ウルトラセブン ねらわれた星』を執筆している。
『ウルトラマンマックス』は旧作との直接的な関連性は無いが、実相寺が演出した第24話「狙われない街」（2005年12月10日放映）はこの話の続編的な内容となっている。
第43話「第四惑星の悪夢」
この話は、視聴率と予算の関係で「金をかけずにそれなりの画が撮れる」と、実相寺が京都から呼び戻されて撮ることとなったが、彼は予算が尽きてモチベーションが下がりきっている円谷スタッフに驚嘆したという。本放送当時の評判は芳しくなかったが、後年には「セブン最大の異色作」と高評を得るに至った。
実相寺から脚本を依頼された上原正三は「脚本（決定稿1）にろくに目も通さないので怒ったが、できてみると脚本の穴が画で埋められ、不思議な名作になっていた。これが天才の技かと思った」と後に語っている。
もともと、この話は「宇宙人15+怪獣35」というタイトルで準備稿まで書かれていたが、50体以上の怪獣が登場することから「多すぎる」という理由で没にされ、その代わりにこの話が制作されることになった。当時、『セブン』は予算の関係で怪獣や宇宙人のぬいぐるみが登場しない回が何回かあり、そのような状況の中で怪獣や宇宙人のぬいぐるみを50体以上も登場させることは不可能である。この件に関しては、共同脚本を務める予定だった上原も後年のインタビューで「ダメ元で書いた」と明かしている。
ロボット長官がダンとソガに面会する場面は、長い廊下に見える錯覚を用いたセットをわざわざ造って撮影したが、安上がりにTBSの廊下で撮影したのではないかと勘違いされてしまったと述べている。
この話でも『アルファヴィル』の影響があったという。
第45話「円盤が来た」
「狙われた街」で問題になった（前述）にもかかわらず、この話は当時の下町を舞台としたドラマ部分と、実相寺自ら「サイケな戦闘シーン」とシナリオで明記した幻想的な戦闘シーンが評判を博した。予算が切迫していたため、劇中に登場する円盤は美術の池谷がサラダボウルを2つ貼り合わせたものである。
脚本の原題は「夜毎の円盤」といい、これは『夜ごとの美女』（1952年、ルネ・クレール監督）から着想したものだった。実相寺から指示はなかったが、冬木透はこの作品に『夜ごとの美女』の八小節のテーマを使っている。冬木は実相寺が存命中に一度、この曲を話題に酒を飲みたかったと偲んでいる。
大島渚との交友関係からか、星人と出会う青年の部屋の下に住む工員役として渡辺文雄が出演している。

### 『ウルトラQ ザ・ムービー 星の伝説』
劇中で柴俊夫演じる万城目淳が、高樹澪演じる物語のキーパーソン・星野真弓と竹藪にて邂逅する場面は、竹藪で照明を下から焚いただけの野外ロケだったのだが、できあがった映像が暗すぎたために、セット撮影したものだと勘違いした業界関係者から、「あれだけの量の竹を良く（セットに）持ち込めたな。随分と金がかかっただろう」と称賛されてしまったことがある。

### 『ウルトラマンティガ』
第37話「花」
本作のクライマックスで、ティガはマノン星人と戦うが、実相寺は戦いの後半で、桧舞台の上で踊るように一騎討ちを繰り広げるというカットを導入した。この際、客席からGUTS隊員たちが見つめているという案もあったが、奇抜すぎるので「勘弁してくれ」と言われてしまったという。マノン星人（人間体）に原知佐子、三輪ひとみ。
第40話「夢」
本作品の撮影時期は、監督映画『D坂の殺人事件』クランクアップの頃であり、同作品から嶋田久作をはじめとする出演者が大挙カメオ出演している。なお、本作で嶋田が演じる心理カウンセラー・ドクトルチヒロに関して、実相寺は当初岸田今日子や吉行和子をイメージキャストとして挙げていたのだが、両者ともスケジュールの都合により出演が実現しなかったため、『D坂』に出演していた嶋田に実相寺が本作への出演を依頼した所、快諾された。この際、脚本でドクトルチヒロが女性をイメージした設定となっていたのを修正せずに撮影したため、完成作品におけるドクトルチヒロは男性にもかかわらず女性のような喋り方となった。また、本作のメインゲストにあたる青年・生田は、完成作品では角田英介が演じているが、当初は佐野史郎が演じる予定であり、佐野自身も本作への出演には前向きであったが、スケジュールの都合により出演は見送られたという。

### 『ウルトラマンダイナ』
第38話「怪獣戯曲」
『ダイナ』のメイン特技監督だった佐川和夫と組んだ作品。長年の希望だった怪獣のメタモルファーゼや舞台と現実の融合を題目に据えている。この回は特撮パートも実相寺の着想に極力近づけようとしたため、スーツアクターもミラーやシルエットを多用した表現方法に若干の戸惑いを覚えたという。
また、この回だけに佐川が試した「着地してから土砂が舞い上がる」演出が好評だったので、次作『ウルトラマンガイア』で多用されることとなる。

### 『ウルトラマンマックス』
脚本は両作とも小林雄次が担当。小林が『ウルトラQ dark fantasy』でコダイの服部光則の監督回を担当した縁で組むこととなった。当初は「胡蝶の夢」と実相寺自身も気に入っていたという「星座泥棒」を担当する予定であったが、実相寺からメトロン星人の続編を提案しこちらを担当することとなった。
第22話「胡蝶の夢」
初稿では蓮沼は20代で新人いびりにあっているという設定であったが、実相寺の石橋蓮司のような歳のいった脚本家の方がいいという意見により変更となり、実際の配役も石橋蓮司になった。
第24話「狙われない街」
本作品の撮影後、実相寺は携帯電話を解約している。

## その他の作品でのエピソード
『シルバー仮面』
企画はTBSプロデューサーの橋本洋二と脚本家の佐々木守を中心に立てられ、実相寺は橋本からのオファーにより参加した。実相寺は『怪奇大作戦』の時にパイロット監督を断り、本作品の参加も渋っていたが、第1話は佐々木脚本・実相寺演出と決めていた橋本に「きちっと最初の路線を切り開いて、新しいものを作って貰えないか」とお願いされ、第1話・第2話の監督を引き受けた。しかし、時間のない中で制作された完成作品は実相寺の納得いく出来ではなく、後年のインタビューでも「失敗作」であったと評している。一方で、佐々木は「脚本のイメージを汲んで、作品にマッチしたリアルな画面創りを目指していた」と評しており、橋本も後年の再評価は「実相寺の力があったから」と述べている。
その後の制作に参加しなかった理由については、TBSが若手スタッフを育てようという方針であったことと、ウルトラシリーズと異なり連続性のあるストーリーであったため途中復帰が難しかったことを挙げており、自身から降板を希望したわけではないとしている。
当時は若手俳優だった篠田三郎を推しており、篠田を本作品に起用する条件もあって、監督を引き受けたという。

## 主な作品

### テレビ（含脚本）
- フランク永井ショー 君恋し（1962年） - 劇場中継演出。
- おかあさん（1962年） - スタジオVTRドラマの初演出。冬木透との初仕事となる。一部フィルム撮影、生放送含む。キネコ状態で保存された物が現存している。
  - あなたを呼ぶ声（演出。大島渚脚本。）
  - 生きる（演出。石堂淑郎脚本。）
  - あつまり（演出。中島堅太郎脚本。）
  - 鏡の中の鏡（演出。須川栄三脚本。）
  - さらばルイジアナ（演出。田村孟脚本。）
  - 汗（演出。恩地日出夫脚本。）
- 正月スペシャル　ハイティーン・ア・ラ・モード　ビート!　ファイト!　シュート!（1963年） - 歌番組演出。
- 7時にあいまショー（1963年） - 歌番組。5本演出。
- 近鉄金曜劇場『いつか極光（オオロラ）の輝く街に』（1963年） - 1時間スタジオドラマの演出。大島渚脚本。
- チャリティショー日劇中継（1963年） - 劇場中継演出。美空ひばりの喉の奥まで映す超アップ撮影に抗議が殺到。仕事を干される原因となる。
- でっかく生きろ!（1964年） - 実相寺の前衛的演出がTBS局内で不評を呼び、第6話まで演出した後降板させられた。実相寺によると、最終回「その日までさようなら」（佐々木守脚本）も演出したが、クレジットは別人にされているという。ビデオ作品だが、放映原盤は消去され現存しない。実相寺は「僕のやったのはすぐに消された」とも語っている。この時、実相寺を擁護して最後まで降板に抗議した寺田農は、その後6年間TBSから出入り禁止を食らった。
- スパイ 平行線の世界 日本編「介入」（1965年） - 日仏合作のフィルムドラマ。この年よりフィルム制作による「テレビ映画」へ異動。円谷一監督の助監督を務める。
- ウルトラQ（1965年） - 出向先の円谷特技プロダクションで『キリがない』、『バクたる』の検討脚本を執筆。
- 現代の主役 ウルトラQのおやじ（1966年） - 円谷特技プロ社長円谷英二を怪獣ラゴン、M1号がインタビュー取材するという趣向。円谷プロにフィルムが現存している。
- ウルトラマン前夜祭（1966年） - 樋口祐三と共同で中継演出を担当する[2]。ビデオ収録だが、円谷特技プロ側でフィルムにキネコされた映像が現存している。
- ウルトラマン（1966年） - 第14話『真珠貝防衛指令』、第15話『恐怖の宇宙線』、第22話『地上破壊工作』、第23話『故郷は地球』、第34話『空の贈り物』、第35話『怪獣墓場』
- レモンのような女（1967年） - 岸惠子主演作3本と、短編オムニバス中の1話を演出。
- ウルトラセブン（1967年） - 第8話『狙われた街』、第12話『遊星より愛をこめて』（現在欠番）、第43話『第四惑星の悪夢』、第45話『円盤が来た』
- 風（1967年） - 演出の他、主題歌の作詞も「川崎高」名義で担当。時代劇や撮影所のノウハウをこの時学ぶ。
- 怪奇大作戦（1968年） - 第4話『恐怖の電話』、第5話『死神の子守唄』、第23話『呪いの壷』、第25話『京都買います』
- Oh!それ見よ（1968年） - 第7話（小山内美江子脚本）、第8話（恩田誘脚本）の2話を監督。
- 帰ってきたウルトラマン（1971年） - 第28話『ウルトラ特攻大作戦』の脚本を執筆。
- シルバー仮面（1971年） - 第1話『ふるさとは地球』、第2話『地球人は宇宙の敵』を監督。第1話ではあまりに画面が暗すぎて局内外で騒動となった。それでも実相寺はTBSの調整室に押しかけて、放送中は画面の明度調節を断固としてさせなかった。第1話では撮影中に宇宙人のぬいぐるみが燃えてしまい、残った頭だけでなんとかごまかしたという。
- 子連れ狼（1972年、日本テレビ） - オープニング及びタイトルバックの演出。小島剛夕の原画をカットバックで切り取る演出手法を採っている。好評であったため、『続・子連れ狼』でもタイトルバックを担当。
- ウルトラマンタロウ（1973年） - 没脚本『怪獣無常! 昇る朝日に跪く』を執筆。
- 長崎犯科帳（1975年、日本テレビ） - タイトルバック演出。
- 歴史はここに始まる（1975年、TBS） - 構成および演出を二本担当。
- 遠くへ行きたい（1977年、よみうりテレビ）
- あゝプロ野球（1977年、朝日放送）
- すばらしき仲間（1977年、中部日本放送）
- わたしは旅をする（1977年、朝日放送）
- オーケストラがやってきた（1977年 - 1983年、TBS） - この番組で劇場中継演出を、1983年まで通算47本担当。
- 二十四の瞳（1980年、フジテレビ） - アニメと実写で交互に構成された作品で、実写部分の演出を担当。倍賞千恵子主演、田中澄江脚本。
- カラヤンとベルリン・フィルのすべて（1981年、TBS） - 3本を演出。
- 原辰徳スペシャル（1981年、日本テレビ） - 4本を演出。
- 伝説のピアニスト ホロヴィッツのコンサート（1982年、テレビ朝日）
- ボクの音楽武者修行-'82指揮者・小澤征爾の世界（1982年、朝日放送） - 共同演出・松本明。野村義男主演による伝記ドラマとドキュメンタリーからなる3時間番組。ドキュメンタリー部分にはボストン交響楽団や大ピアニストのマルタ・アルゲリッチらが出演。
- 波の盆（1983年、日本テレビ） - 倉本聰脚本、笠智衆主演。文化庁芸術祭大賞受賞。
- 交響曲 宇宙戦艦ヤマト（1984年5月4日、NHK） - 演出、羽田健太郎作曲、大友直人指揮、NHK交響楽団
- コンサートオペラ ヴォツェック[38][39]（1985年） - 演出。これ以後、小澤征爾指揮、新日本フィルハーモニー交響楽団によるコンサートオペラを始め、オペラの演出を多数手がける。
- 東京幻夢（1986年） - ハイビジョン研究会のデモ映像の演出・脚本を担当
- 火曜サスペンス劇場『青い沼の女』（1986年、日本テレビ） -演出。岸田理生脚本、泉鏡花原作。 メインになる沼沢の場面をはじめ全編をスタジオのセットで撮影した異色作である。
- THE レイプマン 狙われた女達（1986年、ハーフムーン、円谷映像、コダイ） - 第2話『竜子』演出。
- ウルトラマンティガ（1997年、毎日放送） - 第37話『花』、第40話『夢』
- ウルトラマンダイナ（1998年、毎日放送） - 第38話『怪獣戯曲』
- ウルトラQ dark fantasy（2004年、テレビ東京） - 第24話『ヒトガタ』、第25話『闇』、サウンドトラック・アルバムの題字
- ウルトラマンマックス（2005年、中部日本放送） - 第22話『胡蝶の夢』、第24話『狙われない街』
- 怪奇大作戦 セカンドファイル（2007年、NHK-BShi） - シリーズ構成、題字、第2話『昭和幻燈小路』脚本。第2話の監督も担当する予定だったが、撮影開始前に逝去したため実現しなかった。

### 未使用シナリオ
- ウルトラQ（すべて、万福寺百合での名義）「キリがない」（予算等の問題で製作中止）「バクたる」（脚本化されていない。「夢を食べるバクの怪獣」のアイディアは、円谷英二監督から褒められたという）
- ウルトラセブン
  - 宇宙人15+怪獣35（重ねすぎて没。名前が判明しているものはバルタン星人、ケロニア、ギガス、ギャンゴ、キーラ、ウー、メフィラス星人、レッドキング、テレスドン、ジェロニモン、ペギラ、スカイドン、ザンボラー、サイゴ、ゴルゴス、トドラ、エレキング、ゲスラ、ペスター、ピグモン、ペガッサ星人、ゴドラ星人、スペル星人、イカルス星人、ボーグ星人、ガンダー、ギラドラス、ネロンガ、ウインダム、アギラ、新怪獣ゴード）
- 帰ってきたウルトラマン「月のメルヘン」
  - 地球にサナトリウム施設を建設しようとする宇宙人と、岸田森演ずる坂田健の交流が描かれる。
- ウルトラマンタロウ「昇る朝日に跪く」

### 映画
| タイトル                                    | 主な出演者 |
| ------------------------------------------- | --- |
| 宵闇せまれば（1969年）                      | 斎藤憐、清水綋治、樋浦勉、三留由美子                                                                               |
| 無常（1970年、ATG）                         | 田村亮、司美智子、岡田英次、佐々木功、寺田農、小林昭二                                                             |
| 曼陀羅（1971年、ATG）                       | 岸田森、田村亮、清水紘治、桜井浩子、草野大悟、小林昭二、原保美                                                     |
| 哥(うた)（1972年、ATG）                     | 篠田三郎、八並映子、桜井浩子、田村亮、岸田森、東野英心、内田良平、嵐寛寿郎                                         |
| あさき夢みし（1974年、ATG）                 | ジャネット八田、花ノ本寿、寺田農、原知佐子、岸田森、篠田三郎、天田俊明、毒蝮三太夫                                 |
| 歌麿 夢と知りせば（1977年）                 | 岸田森、山城新伍、成田三樹夫、岡田英次、東野英心、緑魔子、岸田今日子、桜井浩子、平幹二朗、堀内正美、永野裕紀子     |
| 実相寺昭雄監督作品ウルトラマン（1979年）    | 小林昭二、黒部進、毒蝮三太夫、二瓶正也、桜井浩子                                                                   |
| 帝都物語（1988年）                          | 勝新太郎、嶋田久作、西村晃、高橋幸治、佐野史郎、寺田農、平幹二朗                                                   |
| 悪徳の栄え（1988年）                        | 清水紘治、李星蘭、石橋蓮司、寺田農、前原祐子、佐野史郎、原保美                                                     |
| ラ・ヴァルス わたし暴行されました（1990年） | 樹まり子、山本竜二、加賀恵子、前原祐子、寺田農、堀内正美、小林ひとみ                                               |
| ウルトラQ ザ・ムービー 星の伝説（1990年）   | 柴俊夫、荻野目慶子、風見しんご、中山仁、高樹澪、堀内正美、加賀恵子、佐野史郎、小林昭二、毒蝮三太夫、黒部進、寺田農 |
| 屋根裏の散歩者（1992年）                    | 三上博史、宮崎ますみ、六平直政、加賀恵子、嶋田久作、鈴木奈緒、寺田農、堀内正美                                     |
| 私、なんでもします!（1993年）               | 加賀恵子、芹沢里緒、村松克巳、堀内正美、戸浦六宏、高樹澪                                                           |
| D坂の殺人事件（1998年）                     | 真田広之、岸部一徳、嶋田久作、大家由祐子、六平直政、三輪ひとみ、寺田農、堀内正美、東野英心、岡野進一郎、原知佐子   |
| 姑獲鳥の夏（2005年）                        | 堤真一、永瀬正敏、阿部寛、原田知世、田中麗奈、いしだあゆみ、堀内正美                                               |
| 乱歩地獄『鏡地獄』（2005年）                | 浅野忠信、成宮寛貴、市川実日子、寺島進、原知佐子、堀内正美、寺田農                                                 |
| シルバー假面（2006年）                      | ニーナ、渡辺大、水橋研二、石橋蓮司、嶋田久作、ひし美ゆり子、堀内正美、寺田農                                       |
| ユメ十夜『第一夜』（2007年）                | 小泉今日子、松尾スズキ、堀内正美、寺田農                                                                           |

### オリジナルビデオ演出
- アリエッタ（1989年、KUKI）- 出演：加賀恵子、清水大敬
- 実相寺昭雄の不思議館『受胎告知』（1992年）- 出演：加賀恵子、豊川悦司、嶋田久作、佐野史郎
- 堕落（1992年）- 出演：加賀恵子、堀内正美、高樹澪、奥村公延、豊川悦司

### ラジオドラマ
- ウルトラQ倶楽部（2003年 - 2004年、TBSラジオ）

### CM
- 本田技研工業『N III』[40]
- ヤクルト「おばさんと中学生」[41]「午前8時」[42]
- 味の素『サラダ油』「贈りもの・夏」[43]
- TDK『エポール』「磁力線」[44] - 出演：岸田今日子
- エスビー食品『ゴールデンレインボーカレー』「にわとり篇」「牛篇」「パッケージ篇」 - 出演：水谷豊、演出補助：岸田森
- エスビー食品『スナックチップ』「インタビュー篇」[45]「階段篇」「コロコロ（寄り）」「寄席篇」「ポスター篇」「影篇」「待ち人」「和歌」「新聞」「カラッポ」「タイコ」「浜辺」「ジャングル」「少女（語らい）」「少女（散歩）」「人形」「人形 A型」「人形 B型」「どうぞ」「人気絶頂」「御本家」 - 出演：水谷豊、演出補助：岸田森[45]
- エスビー食品『スナックトースト』「野球」「外野フライ」「キャッチャーフライ」「ご一緒に」「カリカリ」「まざっちゃった」「パターン」「飲み物」「八木節」 - 出演：水谷豊、演出補助：岸田森
- サントリー『サントリーオールド』「屋根」[46]
- 資生堂『色』[47][48] - カンヌ国際広告祭で金賞受賞。薬師丸ひろ子（14歳）が出演[49][50]。
- 味の素『ハイミー』「いか」「里いも」「かぼちゃ宝むし」[44] - 出演：古今亭志ん朝（「いか」）、伴淳三郎（「里いも」）
- ネッスル『ネスカフェ・ゴールドブレンド』「能 美しい世界」[51] - 出演：観世栄夫
- ニッカウヰスキー『スーパーニッカ』[52][53][54] - キャスリーン・バトルが「オンブラ・マイ・フ」を歌う

### オペラ
- 新日本フィルハーモニー交響楽団コンサートオペラ『ヴォツェック』（1985年）
- 新日本フィルハーモニー交響楽団コンサートオペラ『エレクトラ』（1986年）
- 新日本フィルハーモニー交響楽団『スペインの時』（1989年）
- Hennessy Opera Series I『イドメネオ』（1990年）
- 新日本フィルハーモニー交響楽団『フィデリオ』（1994年）
- 東京芸術大学『フィガロの結婚』（1996年）
- グリーン・エコー『火刑台上のジャンヌ・ダルク』（1997年）
- 東京芸術大学『魔笛』（1998年）
- 東京室内歌劇場『狂ってゆくレンツ』（1999年）
- 東京二期会公演『魔笛』（2000年[55]、2005年[56]、2010年[55]）
  - 作中ではピグモンやメトロン星人等ウルトラシリーズの怪獣がゲスト出演しており[57]、実相寺没後の2007年の公演[58]でも登場した[59]。
- 東京芸術大学『ドン・ジョヴァンニ』（2001年）
- 東京交響楽団『古事記』（2001年）
- 東京二期会『カルメン』（2003年）
- 東京交響楽団『裏切られた海』（2004年）
- 北とぴあ国際音楽祭『月の世界』（2006年）

### 舞台
- 癩王のテラス（1974年、日生劇場）
- 近代能楽集『熊野』（1981年、国立劇場）

### ミュージカル
- 宝塚歌劇 宙組公演『エリザベート -愛と死の輪舞-』（1998年）舞台中継演出

### 監修

#### 映画
- 地球防衛少女イコちゃん 2（監督：河崎実）
- 超高層ハンティング（監督：服部光則）
- ミカドロイド（監督：原口智生）
- 実相寺昭雄の不思議館（実相寺昭雄のミステリーファイル）シリーズ（オリジナルビデオ）「受胎告知」と、各エピソード間の寺田農出演シーンは演出
- マイ・ブルー・ヘヴン わたし調教されました（監督：寺田農）音楽監修
- 東京デカメロン（監督：小林浩一）
- いかレスラー（監督：河崎実）
- 日本以外全部沈没（監督：河崎実）
- ヅラ刑事（監督：河崎実）

#### テレビ
- 怪奇千夜一夜物語（1991年、TBS）[60]
- あゝプロ野球（ドキュメンタリー、朝日放送）監督

#### ゲーム
- 有限会社地球防衛隊（プレイステーション用ソフト）監修・演出・タイトル文字

#### 玩具
- 昭和情景博物館 / 都電の風景（玩具菓子、ハピネット）企画監修
- 昭和情景博物館 / 金魚鉢の光（玩具菓子、ハピネット）企画監修

## 出演作品
- 実相寺昭雄の不思議館「時の鉱石」（1992年） - 本編冒頭および終了後のインタビュー。
- 12月8日、晴れ-路面電車考-（2001年） - ドキュメンタリー。
- 怪獣のあけぼの - ドキュメンタリー。

## 著書

### 小説
- 希望ヶ丘夫婦戦争
- 破恋痴タウン 徳間書店  1980
- 怪盗ルパンパン（1981年、徳間ノベルズ）
- いろかぶれ枕草紙 : 長編小説 日刊スポーツ出版社  1981
- 官能の宴 徳間書店  1984
- 星の林に月の舟 : 怪獣に夢見た男たち 大和書房  1987、ちくま文庫 1991
- 星屑の海 : 冬の怪獣たち 筑摩書房  1991
- ウルトラマン・ゴールドラッシュ作戦（1993年、小学館）スーパークエスト文庫
- ウルトラセブン・狙われた星（1993年、小学館）スーパークエスト文庫）
- ちんぷんかんのうき世かな 風塵社  1996(実相寺昭雄官能小説シリーズ. 東京デカメロン ; 1)
- 未完成交響楽 風塵社  1996(実相寺昭雄官能小説シリーズ. 東京デカメロン ; 2)
- 小説ジャイアンツ・ナイター 風塵社  1996
- 立て!キンダーマン 風塵社  1997(実相寺昭雄官能小説シリーズ 東京デカメロン ; 3)

### エッセイ
- 闇への憧れ 所詮、死ぬまでのヒマツブシ（創世記  1977年）
  - 実相寺昭雄叢書I 闇への憧れ [新編] 復刊ドットコム 2017年
- 夜ごとの円盤 怪獣夢幻館（大和書房 1988年）
- ウルトラマンのできるまで（1988年、筑摩書房）ちくまプリマーブックス13

ウルトラマンの他にウルトラセブン、怪奇大作戦、シルバー仮面などについて書いた。デザインや特撮テクニックの解説でイラストが多用されているが、担当したのは当時20代前半の樋口真嗣であった。
- ウルトラマンに夢見た男たち（1990年、筑摩書房）ちくまプリマーブックス37
  - 上記の二冊を合本「ウルトラマン誕生」ちくま文庫 2006年
- 旅の軽さ（淡交社  1991年）
- ウルトラマンの東京（1993年、筑摩書房）ちくまプリマーブックス72（ちくま文庫、2003年）

ロケ地についてのエッセイ集。自身の描いた挿絵もあり。
- チェレスタは星のまたたき : 世紀末のクラシックと劇空間（日本テレビ放送網　1994年）
- ナメてかかれ（風塵社 1995年）
- 怪獣な日々 私の円谷英二100年（ちくま文庫、2001年）
- 昭和電車少年（JTB、2001年／ちくま文庫、2008年）
- ウルトラ怪獣幻画館 ちくま文庫 2017年
- 実相寺、かく語りき <実相寺昭雄叢書Ⅱ> 復刊ドットコム 2018年

### 共著
- 「空海に出会う」 百瀬明治・陳舜臣・宮坂宥勝・石田尚豊・松田修・稲垣真美・上山春平、旺文社、1986.4
- 「東京2時間ウォーキング : 歩く、感じる、描く 都電荒川線」 藪野健・井上明久、中央公論新社、2002

## 評伝
- 樋口尚文『実相寺昭雄 才気の伽藍』アルファベータブックス、2016年12月26日。ISBN 978-4865980240。
- 『実相寺昭雄研究読本　別冊映画秘宝』 洋泉社MOOK、2014

## 実相寺昭雄を演じた俳優
テレビドラマ
- 三上博史（役名は吉良平治）『ウルトラマンをつくった男たち 星の林に月の舟』
- 玉置玲央『ふたりのウルトラマン』